# Amata posticeprivata
Amata posticeprivata là một loài bướm đêm thuộc phân họ Arctiinae, họ Erebidae.